# آب‌های زیرزمینی

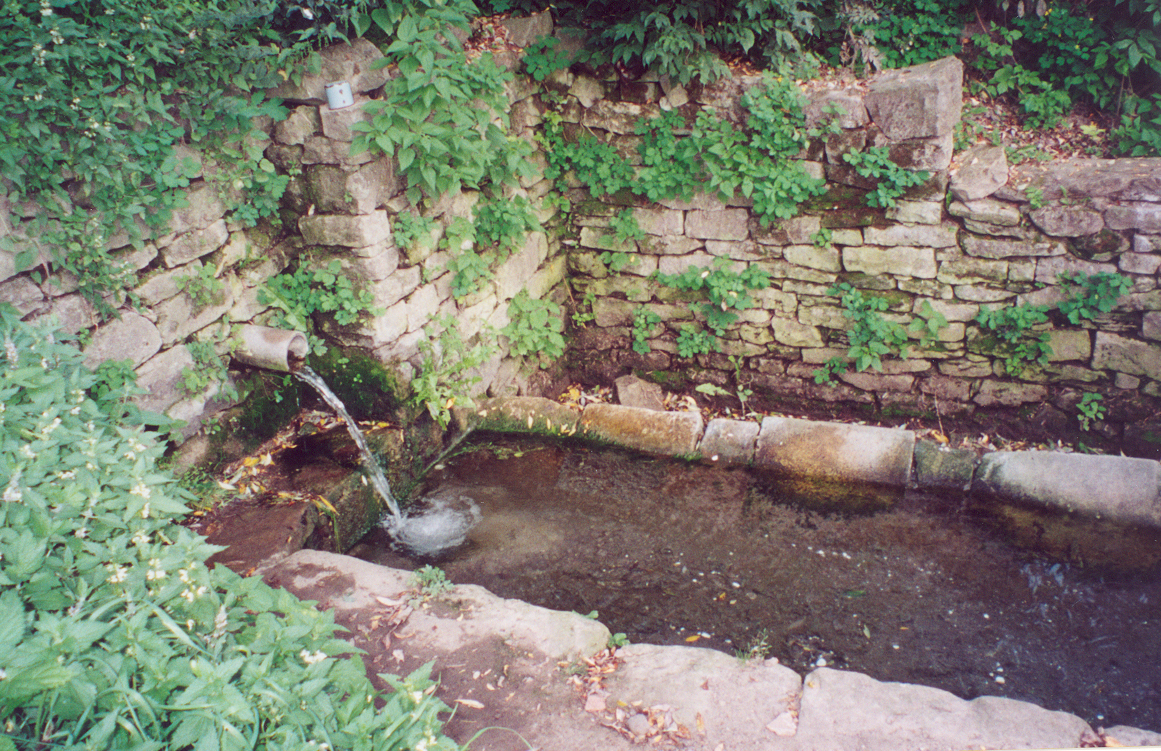
نوع رایج چشمه‌های آشامیدن آب در روستاهای اوکراین که شیپوت نامیده می‌شوند

آب‌های زیرزمینی به آب‌هایی گفته می‌شود که در لایه‌های آب‌دار و اشباع زیر زمین تجمع پیدا کرده است. این آب‌ها فقط حدود ۴ درصد از مجموعه آب‌هایی را که فعالانه در چرخهٔ آب‌شناختی دخالت دارند، تشکیل می‌دهد. با این وجود حدود ۵۰ درصد جمعیت دنیا از نظر آب شرب متکی به همین آب‌های زیرزمینی هستند و با حفر چاه می‌توان از آب‌های زیرزمینی بهره‌برداری کرد.
آب زیرزمینی، آب موجود در زیر سطح زمین، منافذ خاک و شکستگی‌های سازه سنگی است. هنگامی که یک واحد سنگی یا یک رسوب غیر محکم (کانسار) آورد قابل توجهی از آب ایجاد کند، آبخوان نامیده می‌شود. عمقی که در آن، منافذ خاک یا شکستگی‌ها و حفره‌های موجود در سنگ‌ها کاملاً از آب اشباع‌شده باشند، سطح ایستابی خوانده می‌شود. آب زیرزمینی از سطح تغذیه می‌شود؛ و ممکن است در سطح زمین نیز به صورت طبیعی در قالب چشمه‌ها و تراوشات طبیعی تخلیه شده و واحه‌ها یا تالاب‌هایی را به وجود آورد. آب‌های زیرزمینی، اغلب برای مصارف کشاورزی، شهری و صنعتی از طریق چاه برداشت می‌شوند. مطالعهٔ توزیع و حرکت آب‌های زیرزمینی، آب‌زمین‌شناسی یا هیدرولوژی آب زیرزمینی نامیده می‌شود.
معمولاً، تصور بر این است که آب زیرزمینی، آب جاری موجود در آبخوان‌های کم عمق است اما از نظر فنی، رطوبت خاک، لایه‌های منجمد آب در خاک، آب راکد در سنگ بستر با نفوذپذیری خیلی اندک و آب عمیق زمین‌گرمایی (ژئوترمال) یا سازندهای نفتی را نیز شامل می‌شود. احتمالاً قسمت اعظم زیرزمین حاوی مقداری آب است که در بعضی موارد ممکن است با مایعات دیگر مخلوط شده باشد. آب زیرزمینی فقط محدود و منحصر به زمین نیست. احتمالاً ایجاد بعضی از اشکال زمینی در مریخ متأثر از آب زیرزمینی است. شواهدی مبنی بر وجود آب مایع در سطح زیرین اروپا قمر سیارهٔ مشتری نیز وجود دارد.
اغلب، دسترسی به آب زیرزمینی نسبت به آب سطحی ارزان‌تر، راحت‌تر و مناسب تر و مستعد آلودگی کمتری است. از این رو، معمولاً برای تأمین آب از آن استفاده می‌شود؛ مثلاً، در ایالات متحده، آب زیرزمینی، بزرگ‌ترین منبع آب مصرفی را تأمین می‌کند و کالیفرنیا سالانه بیشترین میزان آب زیرزمینی نسبت به همهٔ ایالت‌های آمریکا را برداشت می‌کند. مخازن آب زیرزمینی حاوی مقدار آب بسیار بیشتری نسبت به ظرفیت همه مخازن سطحی و دریاچه‌های ایالات متحده از جمله دریاچه‌های بزرگ می‌باشد. مقدار زیادی از آب شهری صرفاً از آب زیرزمینی تأمین می‌شود.
آب زیرزمینی آلوده کمتر به چشم می‌آید و نسبت به آلودگی در رودخانه‌ها و دریاچه‌ها سخت‌تر پاکسازی می‌شود. آلودگی آب زیرزمینی اغلب به دلیل دفع نادرست زباله‌ها در زمین است. مواد شیمیایی صنعتی و خانگی و محل‌های دفن زباله، استفاده بیش از حد از کودها و آفت‌کش‌ها در کشاورزی، تالاب‌های مواد زائد صنعتی (پساب‌های صنعتی)، پسماندها و فاضلاب فرآوری شده معادن، fracking صنعتی، گودال‌های آب نمکی میدان نفتی، نشت مخازن ذخیره و خطوط انتقال نفتی، شیرآبه فاضلاب شهری و سیستم‌های سپتیک منابع اصلی (آلودگی) می‌باشد.

## لایه آب‌دار وآبخوان
بخشی از آب‌های سطحی در اثر نیروی جاذبه وارد محیط متخلخل خاک شده و به سمت پایین حرکت می‌کنند. لایه‌های مختلف زمین از مواد و ترکیبات مختلف خاک شکل گرفته و در زمان‌های مختلف به وجود آمده‌اند. مجموعه عواملی نظیر جنس و اندازه دانه‌ها، میزان تخلخل، میزان تراکم، میزان ترک‌خوردگی و … باعث می‌شود، بخش‌های مختلف فضای زیرزمین ظرفیت‌های متفاوتی برای جذب، ذخیره و انتقال آب داشته باشند. لایه‌هایی از زمین که به صورت نسبی ظرفیت بالاتری برای جذب، ذخیره و انتقال آب دارند، آبخوان نامیده می‌شوند. به دلیل نفوذپذیری بیشتر این لایه‌ها، بخش اعظم آب نفوذ کرده در عمق زمین، به صورت طبیعی جذب آن‌ها می‌شود. بسته به شرایط احاطه‌کننده آن، یک لایه آب‌دار می‌تواند مانند یک مخزن زیرزمینی آب را ذخیره یا مانند یک رودخانه زیرزمینی آب را به لایه‌های مجاور و عمیق‌تر منتقل نماید. ابعاد این مخازن یا رودخانه‌های زیرزمینی می‌توانند از چند ده متر تا چند صد کیلومتر متفاوت باشد. به دلیل وابستگی شدید انسان به منابع زیرزمینی آب، شناسایی، مطالعه و مدیریت لایه‌های آب‌دار دارای اهمیت بسیار زیادی است.
آبخوان لایه ای با بستر متخلخل و حاوی آب زیرزمینی است که آن را انتقال می‌دهد. هنگامی که آب مستقیماً بین سطح و ناحیه اشباع شده آبخوان جریان یابد، آبخوان آزاد است. به دلیل وجود نیروی گرانش که باعث جریان رو به پایین آب می‌شود، بخش‌های عمیق‌تر آبخوان‌های آزاد، معمولاً اشباع تر هستند. سطح بالایی این لایه اشباع شده از آبخوان آزاد، سطح ایستابی یا سطح آب اشباع نامیده می‌شود. زیر سطح ایستابی، جایی که همه منافذ کاملاً از آب اشباع شده‌اند، منطقه آب اشباع است. لایه‌ای با تخلخل کم که امکان انتقال محدود آب زیرزمینی را فراهم می‌کند تحت عنوان آبخوان شناخته می‌شود. آبخوان لایه‌ای است با تخلخل بسیار کم که در واقع نسبت به آب زیرزمینی غیرقابل نفوذ است. آبخوان تحت فشار، سفره آبی است که توسط یک لایه نسبتاً غیرقابل نفوذ از سنگ یا بستری مثل آبخوان پوشیده شده است. اگر یک آبخوان محدود از منطقه تغذیه خود به یک لایه پایین‌تر جریان یابد، آب زیرزمینی در مسیر جریان خود تحت فشار قرار می‌گیرد. این امر به ایجاد چاه‌های آرتزین منجر می‌شود که آب در آنها آزادانه و بدون نیاز به پمپ، جریان می‌یابد و به ارتفاع بالاتری نسبت به سطح ایستابی استاتیک آبخوان آزاد واقع در بالای خود فواره خواهد زد.
ویژگی‌های آبخوان‌ها از نظر زمین‌شناسی و ساختار و توپوگرافی لایه‌ای که در آن شکل می‌گیرند، متفاوت است. به‌طور کلی، آبخوان‌های پرآب تر در سازه‌های رسوبی ایجاد می‌شوند. در مقایسه، سنگ‌های کریستالی هوازده و شکسته شده مقدار کمتری آب زیرزمینی را در خود جا می‌دهند. مواد آبرفتی که رسوبات اصلی در دره‌ها هستند و در دره‌های اصلی رودخانه جمع شده‌اند، از پربارترین منابع آب زیرزمینی هستند. ظرفیت گرمایی ویژه آب و اثر عایق بندی خاک و سنگ می‌تواند تأثیر اقلیم را بر آب کاهش داده و دمای آب زیرزمین را نسبتاً ثابت نگاه دارد. در مناطقی که دمای آب زیرزمینی با این اثر در حدود c˚۱۰ یا (F˚۵۰) حفظ می‌شود، برای کنترل دمای داخل سازه‌ها در سطح، می‌توان از آب زیرزمینی استفاده کرد؛ مثلاً، در هوای گرم، آب زیرزمینی نسبتاً خنک می‌تواند از طریق رادیاتورها در یک خانه پمپ شود و سپس در چاه دیگری به زمین برگردانده شود. در طی فصول سرد، به دلیل اینکه آب زیرزمینی نسبتاً گرم است، آب در مسیری مشابه به عنوان منبع حرارتی برای پمپ‌های گرمایی که نسبت به استفاده از هوا کارآمدتر هستند، مورد استفاده قرار می‌گیرد.
حجم آب زیرزمینی یک آبخوان با اندازه‌گیری سطوح آب در چاه‌های محلی و با بررسی سوابق زمین‌شناسی ثبت شده از چاه‌های حفاری به منظور تعیین میزان، عمق و ضخامت رسوبات و سنگ‌های حامل آب، تخمین زده می‌شود. قبل از سرمایه‌گذاری در چاه‌های بهره‌برداری، چاه‌های آزمایشی حفر می‌شوند تا عمق‌هایی که در آن به آب می‌رسیم اندازه‌گیری شده و نمونه‌های خاک، سنگ و آب برای آنالیزهای آزمایشگاهی جمع‌آوری شوند. همچنین آزمایش‌ها پمپاژ در چاه‌های آزمایشی برای تعیین ویژگی‌های جریان آبخوان انجام می‌شود.

## اشکال مختلف آب‌های زیرزمینی
اشکال مختلف آب در زیرزمین
- آب هیگروسکوپی: آبی است که به صورت قطره‌های ریز در اطراف دانه‌های رسوب می‌چسبد.
- آب غشایی: آبی است که به صورت یک قشر نازک، اطراف دانه‌های رسوب را می‌پوشاند.
- آب ثقلی: آبی است که اطراف و بین دانه‌های رسوب را پر می‌کند و اگر امکان حرکت برایش وجود داشته باشد از محل خود تحت تأثیر نیروی جاذبه زمین یا ثقل، حرکت کرده و جریان می‌یابد.
- آب مویینگی: بخشی از آب است که بر روی سطح آب زیرزمینی و سوار برآن، در میان رسوبات دانه ریز قرار می‌گیرد. رسوبات دانه ریز، فضای لوله مانند و پیچ و خم داری ایجاد می‌کنند که تحت تأثیر نیروی موئینگی، بخشی از آب زیرزمینی را در خلاف جهت نیروی ثقل تا ارتفاع چندین متری به بالا می‌کشند. ضخامت آب موئینگی به قطر دانه‌های رسوب بستگی داشته و هرچه دانه‌های رسوب ریزتر باشند ضخامت قشر موئینگی نیز بیشتر خواهدبود.[۴]

## چرخه آب
آب زیرزمینی حدود ۳۰ درصد از منابع آب شیرین جهان که تقریباً ۰/۷۶ درصد از کل آب جهان که شامل اقیانوس‌ها و یخ‌های دائمی است را تشکیل می‌دهد. ذخایر آب زیرزمینی جهان تقریباً برابر با کل میزان آب شیرین ذخیره شده در بسته‌های برفی و یخی از جمله قطب‌های شمال و جنوب می‌باشد. این امر، آب زیرزمینی را به منبعی مهم تبدیل می‌کند که به عنوان یک ذخیره طبیعی عمل کرده و در کمبود آب سطحی مانند مواقع خشکسالی می‌تواند مؤثر باشد و مانند بافر عمل می‌کند. آب زیرزمینی به‌طور طبیعی توسط آب سطحی ناشی از بارش، جویبارها و رودخانه‌ها تغذیه می‌شود تا زمانی که به سطح ایستابی برسد. برخلاف مخازن کوتاه مدت مثل آب شیرین سطحی و اتمسفری (از چند دقیقه تا سال‌ها ماندگاری)، آب زیرزمینی، مخزن و ذخیره ای بلند مدت از چرخه طبیعی آب (از روزها تا هزاران سال ماندگاری) را می‌تواند فراهم کند.
حوضه بزرگ آرتزین (GAB) در استرالیای مرکزی و شرقی یکی از بزرگ‌ترین سیستم‌های آبخوان تحت فشار در جهان می‌باشد که تقریباً ۲ میلیون کیلومترمربع امتداد دارد. متخصصان هیدروژئولوژی با تجزیه و تحلیل عناصر کمیاب موجود در آبی که از عمق زمین گرفته شده است، توانسته‌اند مشخص کنند که آب حاصل از این آبخوان‌ها می‌تواند بیش از یک میلیون سال قدمت داشته باشد. هیدروژئولوژیست‌ها با مقایسه قدمت آب زیرزمینی بخش‌های مختلف GAB دریافتند که این قدمت در طول حوضه افزایش می‌یابد. در امتداد قسمت شرقی که آبخوان‌ها تغذیه می‌شود، قدمت کمتر است. همان‌طور که آب زیرزمینی به سمت غرب در سراسر قاره، جریان می‌یابد، قدمت آب افزایش می‌یابد و قدیمی‌ترین آب‌های زیرزمینی در بخش‌های غربی واقع شده‌اند؛ یعنی آب زیرزمینی برای اینکه بتواند حدود ۱۰۰۰ کیلومتر مسافت را از محل تغذیه خود در عرض یک میلیون سال طی کرده باشد باید با سرعت متوسط حدود ۱ متر در سال حرکت کند.
مطالعات اخیر نشان می‌دهد که تبخیر آب زیرزمینی می‌تواند نقش بسیار مهمی در چرخه آب محلی به ویژه در نواحی خشک ایفا کند. دانشمندان در عربستان سعودی طرح‌هایی را برای بازیابی و بازیافت این رطوبت تبخیری جهت آبیاری محصولات زراعی پیشنهاد داده‌اند. در عکس مقابل یک فرش منعکس کننده ۵۰ سانتی‌متر مربعی ساخته شده از مخروط‌های پلاستیکی کوچک کنار هم به مدت ۵ ماه در یک منطقه بیابانی خشک بدون گیاه، بدون باران و آبیاری قرار داده شد. این طرح موفق شد که به میزان کافی تبخیر زمینی را به دام بیندازد و متراکم کند تا به بذرهایی که به‌طور طبیعی در زیر آن مدفون شده‌اند، با فضای سبزی حدود ۱۰ درصد مساحت فرش، حیات بخشد. پیش‌بینی می‌شود اگر بذرها قبل از قرار دادن این فرش کاشته شوند، منطقه وسیع‌تری سبز خواهد شد.

## مخاطرات آب‌های زیرزمینی

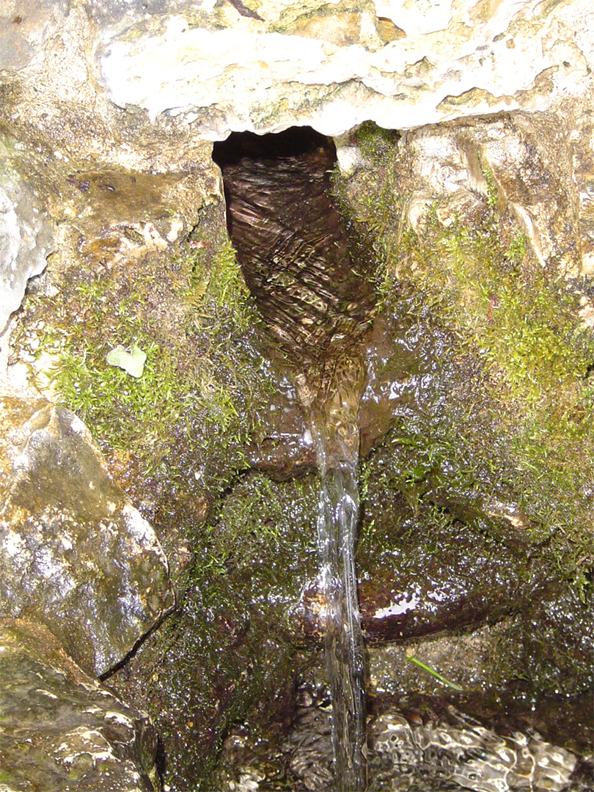
نمونه سرچشمه‌ای از آب‌های زیر زمینی

به دلیل عدم شناخت صحیح یا عدم درک میزان آسیب‌پذیری سریع آب‌های زیرزمینی، سهل انگاری‌های زیادی صورت گرفته است. اجازه داده‌ایم که بنزین و سایر مایعات مضر از مجاری زیرزمینی به درون سفره‌های آب‌های زیرزمینی نفوذ کند. آلاینده‌ها، از محل‌های دفن زباله یا سیستم‌های فاضلاب که به‌طور غلطی ساخته شده‌اند، به داخل آن تراوش می‌کنند. آب‌های زیرزمینی از طریق زهاب حاصله از مزارع کشاورزی کود داده شده و مناطق صنعتی، آلوده می‌شوند. صاحبان خانه‌ها با ریختن مواد شیمیایی به داخل فاضلاب یا روی زمین، آب‌های زیرزمینی را آلوده می‌کنند. آب‌های زیر زمینی در طی روند نفوذ خود به لایه‌های آبدار بسته به نوع خاک و آلاینده‌های موجود در خاک ممکن است حاوی مواد معدنی و آلی شوند. به عنوان مثال زمین‌های آهکی چون دارای کربنات و بی کربنات هستند، آبهایی که از این نوع زمین‌ها نفوذ می‌کنند حاوی کربنات و بی کربنات بوده و سختی آب را بالا می‌برند. یا اینکه در اثر نفوذ مواد آلاینده نظیر آلاینده‌های نفتی در سطح زمین یا چاه‌های جذبی فاضلاب ممکن است در اثر نفوذ، این مواد به سطح آب‌های زیر زمینی رسیده و منبع آب را آلوده نمایند.
استفاده از آب زیرزمینی در سراسر جهان با مشکلات خاصی مواجه است. درست همان‌طور که آب رودخانه در بسیاری از مناطق جهان بیش از حد مورد استفاده قرار گرفته و آلوده شدند، آبخوان‌ها نیز چنین مشکلی دارند. تفاوت عمده این است که آبخوان‌ها خارج از محدوده دید هستند. مشکل اصلی دیگر این است که آژانس‌های مدیریت آب، هنگامی که «آبدهی پایدار» آبخوان و آب رودخانه را محاسبه می‌کنند، غالباً همان آب را دو بار، یک بار در آبخوان و یک بار در رودخانه متصل شونده (به آن آبخوان) به حساب می‌آورند؛ مثلاً در استرالیا قبل از اینکه اصلاحات قانونی براساس چارچوب اصلاح آب مصوب شورای دولت‌های استرالیا در دهه ۱۹۹۰ آغاز شود، بسیاری از ایالات استرالیا از طریق سیاست‌های دولتی جداگانه، که دارای ارتباطات ضعیف و رقابتی بودند، آب سطحی و زیرزمینی را اداره می‌کردند.
اثرات اضافه برداشت از آب زیرزمینی اگرچه واقعاً غیرقابل انکار است دهه‌ها یا قرن‌ها زمان می‌برد تا آشکار شود. در یک مطالعه کلاسیک در سال ۱۹۸۲، Bredhoeft و همکارانش موقعیتی را طراحی کردند که استخراج آب زیرزمینی در یک حوضه بین قاره ای، برابر با کل میزان تغذیه سالانه بود و چیزی برای پوشش گیاهی که طبیعتاً وابسته به آب زیرزمینی است باقی نمی‌گذاشت. با نزدیک‌تر کردن محل برداشت آب به پوشش‌های گیاهی، ۳۰ درصد تقاضای اصلی پوشش گیاهی به دلیل تأخیر در حرکت آب زیرزمینی تا ۱۰۰ سال تأمین می‌شد و در پانصدمین سال این میزان به ۰٪ کاهش می‌یافت که نشان دهنده مرگ کامل پوشش گیاهی وابسته به آب زیرزمینی بود. علم لازم برای انجام این محاسبات ده‌ها سال در دسترس بوده است؛ با این حال، آژانس‌های مدیریت آب، عموماً اثراتی را که خارج از بازه‌های زمانی انتخابات سیاسی ظاهر می‌شوند (۳ تا ۵ سال) نادیده می‌گیرند. پژوهشگران قویا استدلال کرده‌اند که آژانس‌های مدیریتی باید محدوده‌های زمانی مناسب را در برنامه‌ریزی آب زیرزمینی بکار گیرند. این به معنی محاسبه مجوزهای برداشت آب زیرزمینی بر اساس دهه‌ها و گاهی قرن‌ها خواهد بود.
همان‌طور که آب در سطح زمین حرکت می‌کند، نمک‌های محلول به خصوص سدیم کلرید را جمع می‌کند. جایی که این آب از طریق تبخیر و تعرق وارد اتمسفر می‌شود، این نمک‌ها باقی می‌مانند. در مناطق آبیاری‌شده، زهکشی ضعیف خاک‌ها و آبخوان‌های کم‌عمق منجر به بالا آمدن سطح ایستابی به لایه سطحی در مناطق کم عمق می‌شود. مشکلات اصلی تخریب زمین ناشی از شوری خاک و آبگرفتگی با افزایش سطوح نمک در آب‌های سطحی همراه می‌شود. در نتیجه، آسیب اصلی به اقتصادهای محلی و محیط‌های طبیعی وارد می‌گردد.
در اینجا لازم است تا چهار اثر مهم مختصراً ذکر شوند. اول، راهکارهای کاهش سیل، که به منظور حفاظت از زیرساخت‌های ایجاد شده بر روی دشت‌های سیلابی بکار گرفته می‌شوند، پیامد ناخواسته‌ای بر کاهش تغذیه آبخوان به همراه دارند. دوم، کاهش و تخلیه طولانی مدت آب زیرزمینی در آبخوان‌های وسیع به فرونشست زمین و آسیب‌های زیرساختی منجر می‌شود. سوم، تداخل آب شور، چهارم، زهکشی خاک‌های حاوی اسید سولفات که اغلب در دشت‌های ساحلی کم عمق وجود دارند، به اسیدی شدن و آلودگی جریان‌های رودخانه ای منجر می‌شود.
یکی دیگر از دلایل نگرانی این است که افت آب زیرزمینی در آبخوان‌های بهره‌برداری شده، این پتانسیل را دارد که آسیب شدیدی به اکوسیستم‌های خاکی و آبی وارد کند – در بعضی موارد بسیار واضح و آشکار است اما در سایر موارد به دلیل طولانی بودن زمانی که خسارت و آسیب در آن رخ می‌دهد، کاملاً غیرمنتظره است.

### برداشت بیش از حد
منابع زیرزمینی آب به صورت مستقیم یا غیرمستقیم از آب‌های سطحی و بارندگی تغذیه می‌شوند؛ بنابراین استفاده پایدار از این منابع به معنای برداشت محدود از آن‌هاست. در سال‌های اخیر در بسیاری از کشورهای جهان برداشت آب از منابع زیرزمینی از میزان تغذیه سالیانه آن‌ها بیشتر است. این امر به معنای استخراج و استفاده از آبی است که در طول هزاران سال در لایه‌های آب‌دار زمین ذخیره شده است. با این کار سطح آب‌های زیرزمینی در منطقه روز به روز افت کرده و سرانجام به جایی خواهد رسید که آبی برای استخراج وجود نخواهد داشت. پایین افتادن سطح آب‌های زیرزمینی به معنای خشک شدن مناطق پایین دست (مناطق با ارتفاع کمتر که آب جاری در لایه‌های آب‌دار تحت اثر گرانش به سمت آن‌ها جریان می‌یابند) و از بین رفتن چاه‌ها، قنات‌ها و چشمه‌های آن است. بارزترین مشکل (تا آنجایی که به استفاده انسانی از آب زیرزمینی مربوط می‌شود) پایین آمدن سطح ایستابی فراتر از دسترسی چاه‌های موجود می‌باشد. در نتیجه، برای رسیدن به آب زیرزمینی، چاه‌ها باید عمیق‌تر شوند؛ در بعضی مناطق (مثل کالیفرنیا، تگزاس و هند) سطح ایستابی به دلیل پمپاژ گسترده چاه، صدها پا افت داشته است. مثلاً در منطقه پنجاب هند از سال ۱۹۷۹ سطح آب زیرزمینی ۱۰ متر افت داشته و نرخ تخلیه شتاب گرفته است. در سال ۲۰۰۵ (میلادی) چین، هند و ایران رتبه‌های اول تا سوم برداشت بیش از حد از منابع زیرزمینی آب را داشته‌اند. ایران به‌طور متوسط سالانه پنج میلیارد مترمکعب آب بیش از ظرفیت لایه‌های آب‌دار زمین از آن‌ها بهره‌برداری می‌کند. این مقدار آب معادل آب مورد نیاز جهت تولید یک سوم کل غله تولیدی این کشور است. سطح آب‌های زیرزمینی در منطقه چناران در شمال‌شرقی ایران، که منطقه کوچک اما بسیار پراهمیتی برای کشاورزی است، در سال‌های پایانی دهه نود میلادی به صورت میانگین ۲٫۸ متر در سال افت داشته است. چاه‌های حفر شده جهت تأمین آب کشاورزی و همچنین تأمین آب آشامیدنی شهر مشهد عامل این اتفاق بوده‌اند.
آب زیرزمینی از نظر اکولوژیکی نیز مهم است. اهمیت آب زیرزمینی برای اکوسیستم‌ها حتی توسط بیولوژیست‌های آب شیرین و اکولوژیست‌ها اغلب نادیده گرفته می‌شود. آب‌های زیرزمینی معمولاً موجب پایداری رودخانه‌ها، تالاب‌ها، دریاچه‌ها و همچنین اکوسیستم‌های زیرزمینی در آبخوان‌های کارست یا آبرفتی، می‌شوند.
البته همه اکوسیستم‌ها به آب زیرزمینی وابسته نیستند. برخی اکوسیستم‌های زمینی–مثلاً آنهایی که در بیابانهای باز و محیط‌های خشک مشابه هستند — در مناطقی وجود دارند که بارندگی‌های نامنظم دارند و رطوبت مورد نیاز از طریق رطوبت موجود در هوا تکمیل می‌شود. اگر چه اکوسیستم‌های خاکی دیگری در محیط‌های پذیرنده تری که آب زیرزمینی هیچ نقش مرکزی برای آنها ایفا نمی‌کند، حیات دارند، اما در حقیقت آب زیرزمینی برای بسیاری از اکوسیستم‌های اصلی جهان ضروری است. آب، بین منابع زیرزمینی و سطحی جریان می‌یابد. اکثر رودخانه‌ها، دریاچه‌ها و تالاب‌ها با آب زیرزمینی تغذیه می‌شوند و (در مکان‌ها یا زمان‌های دیگر) در درجات مختلفی آب زیرزمینی را تغذیه می‌کنند. آب زیرزمینی از طریق نفوذ، رطوبت خاک را تغذیه می‌کند و بسیاری از پوشش‌های گیاهی حداقل برای بخشی از سال مستقیماً به آب زیرزمینی یا رطوبت خاک نفوذ یافته بالای آبخوان وابسته هستند. مناطق hyporheic و مناطق ساحلی مثال‌هایی از اکوتون‌هایی هستند که به‌طور کامل یا به میزان بالایی به آب زیرزمینی وابسته هستند.

### فرونشست
فرونشست وقتی اتفاق می‌افتد که مقدار زیادی آب از زیر زمین برداشت شود، فضای زیر سطح بالایی خالی و درنتیجه باعث فروپاشی زمین می‌شود. نتیجه این اتفاق در نقاطی از زمین، شبیه دهانه‌های آتشفشان قابل مشاهده است. دلیل فرونشست این است که، در حالت تعادل طبیعی، فشار هیدرولیکی آب زیرزمینی، در منافذ آبخوان، مقداری از وزن رسوبات پوشاننده را تحمل می‌کند. هنگامی که آب زیرزمینی آبخوان‌ها با پمپاژ بیش از حد حذف می‌شود، فشارهای منافذ در آبخوان افت می‌کند و فشرده سازی و تراکم آبخوان رخ می‌دهد. اگر فشارها برگردند، این تراکم تا حدی قابل بازیابی است اما اکثر آنها قابل بازیابی نیستند. هنگامی که آبخوان متراکم شود، باعث فرونشست زمین، پایین رفتن یا افت سطح زمین می‌شود. شهر نیواورلئان در ایالت لوئیزیاناامروزه واقعاً پایین‌تر از سطح دریاست و فرونشست آن تا حدی با حذف آب زیرزمینی از نظام‌های مختلف آبخوان زیر آن ایجاد شده است. در نیمه اول قرن بیستم، سن‌واکین ولی فرونشست چشمگیری را به علت حذف آب زیرزمینی و در بعضی مکان‌ها تا ۸/۵ متر (۲۸ پا) تجربه کرد. شهرهایی که در دلتای رودخانهها واقع شده‌اند از جمله ونیز در ایتالیا و بانکوک در تایلند فرونشست را تجربه کرده‌اند؛ مکزیکوسیتی که در بستر یک دریاچه ساخته شده است، درجاتی از فرونشست تا ۴۰ سانتی‌متر در سال را تجربه کرده است.

### تداخل آب دریا/شور
تداخل آب دریا، یعنی جریان یافتن یا نفوذ آب دریا به داخل آبخوان ساحلی؛ نفوذ آب دریا و نفوذ آب شور می‌باشد. این امر یک پدیده طبیعی است اما می‌تواند توسط عوامل انسانی ایجاد یا تشدید شود. در مورد سفره‌های آب همگن، نفوذ آب دریا می‌تواند ناحیه شوری را زیر یک ناحیه آب زیرزمینی شیرین ایجاد کند، و با جریان آب، موجب شوری آب شیرین شود.

### آلودگی
آب زیرزمینی آلوده کمتر دیده می‌شود اما پاکسازی دشوارتری به نسبت آلودگی در رودخانه‌ها و دریاچه‌ها دارد. آلودگی آب زیرزمینی غالباً نتیجه دفع نادرست زباله‌ها در زمین است. مواد شیمیایی صنعتی و خانگی و محل‌های دفن زباله، تالاب‌های مواد زائد صنعتی (پساب‌های صنعتی)، پسماندها و فاضلاب فرآوری شده معادن، گودال‌های آب نمکی میدان نفتی، نشت مخازن ذخیره و خطوط انتقال نفتی زیر زمین، شیرابه فاضلاب شهری و سیستم‌های سپتیک و آلوده، منابع اصلی (آلودگی) می‌باشند. برای تعیین میزان آلودگی و کمک به طراحی سیستم‌های ترمیم و اصلاح آب زیرزمینی، با نمونه برداری از خاک و آب زیرزمینی نزدیک منابع آلودگی مشکوک یا شناخته شده، آب زیرزمینی آلوده نقشه‌برداری می‌شود. برای جلوگیری از آلودگی آب زیرزمینی نزدیک منابع بالقوه (آلاینده) مثل محل‌های دفن زباله نیاز است که کف محل دفن زباله با مواد ضدآب پوشانده شود، هر نوع شیرآبه توسط زهکشی جمع‌آوری و آب باران از هرگونه آلاینده‌های احتمالی حفظ شود و پایش منظم آب زیرزمینی مجاور به منظور عدم نشت آلاینده‌ها به آب زیرزمینی، صورت گیرد.
آلودگی آب زیرزمینی از آلاینده‌های رها شده در زمین که می‌توانند راه خود را به سمت آب زیرزمینی پیدا کنند، یک توده یا ستون آلاینده درون آبخوان ایجاد می‌کند. آلودگی، می‌تواند از محل دفن زباله، آرسنیکی موجود، سیستم‌های بهداشتی واقع در بالای آبخوان، یا منابع دیگر مثل پمپ‌های بنزین با مخازن ذخیره نشتی زیر زمینی یا فاضلاب شتی ایجاد شود.
حرکت و انتشار آب درون آبخوان، آلاینده‌ها را در منطقه وسیع تری پخش کرده و گسترش می‌دهد؛ مرز پیشرفت آن اغلب لبه ستون (plume edge) نامیده می‌شود، که می‌تواند با چاه‌های آب زیرزمینی یا آب سطحی مثل تراوشات طبیعی و چشمه‌ها تلاقی یابد و منابع آب را برای انسان‌ها و حیات وحش ناسالم سازد. در آلودگی آب زیرزمینی، سازوکارهای متفاوتی مثل انتشار، جذب، بارش، فروپاشی و پوسیدگی، در انتقال آلاینده‌ها مؤثر هستند. اثر متقابل آلودگی آب زیرزمینی با آب‌های سطحی با استفاده از مدل‌های انتقال آلودگی هیدرولوژیکی بررسی می‌شوند. خطر آلودگی منابع شهری را می‌توان با جاگیری و قرار دادن چاه‌ها در مناطق عمیق آب زیرزمینی و خاک‌های نفوذناپذیر و آزمایش دقیق و پایش آبخوان و منابع آلودگی بالقوه مجاور، به حداقل رساند.

#### آرسنیک و فلوراید
حدود ۱/۳ درصد از آب آشامیدنی جهان از منابع آب زیرزمینی تأمین می‌شود. از این مقدار، حدود ۱۰ درصد، تقریباً ۳۰۰ میلیون نفر، آب را از منابع آب زیرزمینی که به شدت با آرسنیک و فلوراید آلوده هستند برداشت می‌کنند. این عناصر کمیاب اساساً از منابع طبیعی توسط فرایند سنگ‌شویی صخره‌ها و رسوبات مشتق می‌شوند.
روش جدید شناسایی موادی که برای سلامتی خطرناک هستند:
در سال ۲۰۰۸ مؤسسه تحقیقات آبی سوئیس (EAWAG) روشی جدید برای ساخت نقشه‌های خطر در مورد مواد سمی ژئوژنیکی در آب زیرزمینی ارائه داد. این امر راهی مؤثر برای تعیین اینکه کدام چاه‌ها باید مورد آزمایش قرار گیرند را فراهم می‌کند. در سال ۲۰۱۶، این گروه تحقیقاتی، دانش خود در مورد ارزیابی بستر آب زیرزمینی را به صورت رایگان در دسترس همگان قرار دادند. این امر به متخصصان سراسر جهان امکان بارگذاری داده‌های اندازه‌گیری شده، نمایش بصری آنها و تولید نقشه‌های خطر برای مناطق مورد نظر (انتخاب‌های خود) را فراهم می‌کند. GAP به عنوان یک انجمن تبادل دانش به منظور امکان توسعه بیشتر روش‌های حذف مواد سمی از آب، خدمت می‌کند.

## مقررات

### ایالات متحدهٔ آمریکا
در ایالات متحده، قوانین مربوط به مالکیت و استفاده از آب زیرزمینی معمولاً قوانین ایالتی هستند؛ با این حال قوانین آب زیرزمینی برای به حداقل رساندن آلودگی آب زیرزمینی توسط آژانس حفاظت از محیط‌زیست (EPA) در هر دو سطح ایالتی و فدرال وضع می‌شود. حقوق مالکیت و استفاده از آب زیرزمینی معمولاً یکی از سه نظام اصلی زیر را دنبال می‌کند:
- قانون برداشت، امکان برداشت آب زیرزمینی به اندازه‌ای که مصرف سودمند داشته باشند را به هر مالک زمین می‌دهد اما هیچ مقدار مشخصی از آب را تضمین نمی‌کند. در نتیجه مالکان چاه هیچ پاسخگویی در قبال بهره‌برداری از آب‌های زیرین همسایگان خود ندارند. قوانین ایالتی اغلب «استفادهٔ سودمند» را تعریف می‌کنند و گاهی محدودیت‌های دیگری را اعمال می‌کنند مثل مجوز ندادن به استخراج آب زیرزمینی که باعث فرونشست زمین مجاور می‌شود.
- حقوق مالکیت خصوصی محدود، مشابه حق مجاورت در یک جریان سطحی. میزان حق آب زیرزمینی مبتنی است بر مساحت زمین و هر مالک مقدار متناظری از آب موجود را به دست می‌آورد. پس از حکم (تصمیم‌گیری)، بیشترین میزان حق آب تعیین می‌شود اما این حق، اگر که کل مقدار آب موجود و در دسترس کاهش یابد که احتمال آن در خشکسالی وجود دارد، کاهش می‌یابد. مالکان زمین، به دلیل تجاوز به حقوق آب زیرزمینی‌شان می‌توانند از دیگران شکایت کنند و اولویت استفاده از آب پمپاژ شده برای استفاده در زمین‌هایی است که از آن‌ها پمپاژ صورت می‌گیرد.
- در نوامبر ۲۰۰۶، آژانس حمایت از محیط زیست، قانون آب زیرزمینی در ثبت فدرال ایالات متحده را منتشر کرد. EPA نگران بود که سیستم آب زیرزمینی در معرض آلودگی ناشی از مدفوع باشد. نکتهٔ اصلی این قانون این بود که پاتوژن‌های میکروبی از منابع آب عمومی دور نگاه داشته شوند.[۲۶] قانون آب زیرزمینی ۲۰۰۶ اصلاحیهٔ سند آب آشامیدنی سالم ۱۹۹۶ بود.

قوانین دیگر در ایالات متحده شامل (موارد زیر می‌باشد):
- قانون استفادهٔ منطقی (قانون آمریکا): این قانون مقدار آب مشخصی را برای صاحب زمین تضمین نمی‌کند اما مجوز استخراج نامحدود تا زمانی که بهره‌برداری به‌طور غیر منطقی به چاه‌های دیگر یا نظام آبخوان آسیب وارد نکند، را صادر می‌کند. معمولاً این قانون ارزش زیادی برای مصارف تاریخی قائل است و از کاربردهای جدید که با استفادهٔ قبلی تداخل دارد، جلوگیری می‌کند.
- بررسی دقیق آب زیرزمینی مبنی بر معاملات املاک در ایالات متحده: در ایالات متحده، برمبنای معاملات املاک و مستغلات تجاری، هم آب زیرزمینی و هم خاک مورد بررسی قرار می‌گیرند. در مکان‌های از پیش آلوده شده که اصلاح شده‌اند (brownfield) فاز یک ارزیابی زیست‌محیطی سایت معمولاً برای بررسی و آشکارسازی مسائل احتمالی (بالقوه) آلودگی انجام می‌شود. در San Fernando Valley کالیفرنیا، قراردادهای املاک برای انتقال ملک و دارایی، تحت نظر آزمایشگاه میدانی SSFL منعقد می‌شوند و بندهایی وجود دارد که فروشنده را از مسئولیت عواقب آلودگی آب زیرزمینی موجود یا آلودگی آیندهٔ آبخوان آزاد می‌کند.

### هند
در هند، ۶۵ درصد آبیاری از آب زیرزمینی صورت می‌گیرد. تنظیم آب زیرزمینی توسط دولت مرکزی و چهار سازمان ۱) کمیسیون مرکزی آب ۲) آب زیرزمینی مرکزی ۳) ادارهٔ مرکزی آب زیرزمینی ۴) هیئت مرکزی کنترل آلودگی، کنترل و حفظ می‌شود.
قوانین، مقررات و طرح‌های مرتبط با آب زیرزمینی هند:
- Atal Bhujal Yojana (طرح آب زیرزمینی Atal) یک طرح ۵ ساله (۲۰۲۴–۲۵ تا ۲۰۲۰–۲۱) با هزینهٔ ۸۵۴ میلیون دلار ایالات متحده، برای مدیریت طرف تقاضا با نقشه‌های امنیت و سلامت آب است که در سطح دهیاری روستا برای اجرا در ۸٬۳۵۰ روستای دارای بحران آب در ۷ ایالت شامل Haryana, Gujarat, Karnataka, Madhya Pradesh, Maharashtra, Rajasthan و Uttar Pradesh تصویب شد.[۲۸]
- لایحهٔ چارچوب ملی آب ۲۰۱۳ تضمین می‌کند که آب زیرزمینی هند یک منبع عمومی است و قرار نیست که توسط شرکت‌ها از طریق خصوصی آب مورد بهره‌برداری قرار گیرد. لایحهٔ چارچوب ملی آب به همه اجازهٔ دسترسی به آب آشامیدنی پاک، طبق مادهٔ ۲۱ قانون «حق زندگی» در قانون اساسی هند را می‌دهد.[۲۷]
- در سال ۲۰۱۲ سیاست ملی آب به روز رسانی شد که پیش‌تر در سال ۱۹۸۷ تصویب شده بود و در سال ۲۰۰۲ و بعد از آن در سال ۲۰۱۲ به روز رسانی شد.[۲۹]
- در سال ۲۰۱۱ دولت هند یک لایحهٔ الگو را برای مدیریت آب زیرزمینی تعریف کرد؛ این الگو، دولت‌های ایالتی را که می‌توانند قوانینی را در مورد استفاده و تنظیم آب زیرزمینی به اجرا بگذارند، انتخاب می‌کند.
- قانون Easement 1882 به صاحبان زمین نسبت به آب زیرزمینی و سطح زمین‌شان اولویت می‌دهد و به آن‌ها اجازه می‌دهد که تا زمانی آب در زمین آن‌ها باشد؛ به اندازه‌ای که می‌خواهند از آن برداشت کنند. این قانون، دولت را از اجرای مقررات آب زیرزمینی منع می‌کند و به بسیاری از مالکان زمین اجازه می‌دهد که آب زیرزمینی خودشان را، خصوصی‌سازی کنند. بخش ۷ این قانون اظهار می‌دارد که هر مالک زمین حق دارد تا در محدودهٔ خودش تمام آب زیر زمین خود را و سطح آن را که از یک کانال مشخص عبور نمی‌کند، جمع‌آوری کند.[۲۷]

### کانادا
بخش عمده‌ای از جمعیت کانادا به استفاده از آب زیرزمینی متکی است. در کانادا ۸٫۹ میلیون نفر یا ۳۰ درصد جمعیت کانادا برای مصارف خانگی به آب زیرزمینی متکی هستند و تقریباً دو-سوم این کاربران در مناطق روستایی زندگی می‌کنند.
- قانون اساسی ۱۸۶۷ به هیچ‌یک از دسته‌های دولت کانادایی اختیار آب زیرزمینی را نمی‌دهد، این موضوع عمدتاً تحت قلمرو قدرت استانی می‌باشد.
- دولت‌های فدرال و استانی می‌توانند هنگامی که با مسائل ملی آب، کشاورزی، سلامتی و آب‌های بین استانی مواجه می‌شوند، مسئولیت‌ها را به اشتراک بگذارند.
- صلاحیت تصمیم‌گیری فدرال در مناطق مختلف شامل آب‌های مرزی/فرامرزی، محل ماهیگیری، ناوبری و آب‌های مربوط به زمین‌های فدرال، منابع جوامع بومی و در قلمروهای ایشان برقرار است.
- صلاحیت تصمیم‌گیری فدرال بر آب زیرزمینی هنگامی که سفره‌های آب از مرزهای بین استانی یا بین‌المللی عبور می‌کنند، برقرار است.

### ایران
بر اساس قانون توزیع عادلانهٔ آب (فصل ۵) این موارد جرم محسوب می‌شود (مجازات از ۱۰ تا ۵۰ ضربه شلاق یا از ۱۵ روز تا ۳ ماه حبس):
1. شخصی که بدون اجازه برای دسترسی به آب، چاه حفر کند.
2. شخصی که بدون اجازه از آب زیرزمینی برداشت کند.